# Oxyrhopus vanidicus
Oxyrhopus vanidicus – gatunek węża z rodziny połozowatych (Colubridae). Występuje w północno-zachodniej części Ameryki Południowej. Prowadzi zmierzchowy i nocny, głównie naziemny tryb życia.

## Systematyka
Takson ten po raz pierwszy zgodnie z zasadami nazewnictwa binominalnego opisał w 2009 roku John Douglas Lynch na łamach „Papéis Avulsos de Zoologia”. Autor nadał wężowi nazwę Oxyrhopus vanidicus. Jako miejsce typowe podał drogę pomiędzy Leticia a Tarapacá w departamencie Amazonas w Kolumbii. Holotyp ICN-MHN 10683 to dorosły samiec odłowiony przez Juana Manuela Renjifo 13 maja 2003 roku. Nie wyróżnia się podgatunków.

### Etymologia
- Oxyrhopus: gr. οξυρροπος oxurrhopos „szybko pełzający”[6][7].
- vanidicus – łac. vanidicus „kłamca”[2].

## Morfologia
Jest to średniej wielkości wąż o głowie niewiele szerszej od szyi, czarnym pysku z pomarańczowym paskiem na szyi. Można go rozpoznać po czarnym tułowiu z kilkoma wąskimi, cienkimi białymi paskami i paroma pomarańczowymi plamami w tylnej części tułowia. U części osobników paski są prawie niewidoczne. Oxyrhopus vanidicus naśladuje ubarwienie węża koralowego Micrurus ortoni, od którego różni się białawym brzuchem bez wyraźnych pierścieni. Czarne osobniki O. vanidicus można pomylić z dorosłymi osobnikami Clelia clelia, jednak osobniki O. vanidicus mają bardziej wydłużoną głowę.
Wymiary:
|                          | Samiec   | Samica   |
| Długość całkowita (mm)   | 861      | 1018     |
| Łuski grzbietowe (rzędy) | 19–19–17 | 19–19–17 |
| Tarczki brzuszne         | 180–197  | 180–204  |
| Tarczki podogonowe       | 77–92    | 74–91    |

## Występowanie
Oxyrhopus vanidicus występuje w zachodniej części dorzecza Amazonki i na wschodnich stokach Andów w Kolumbii, Wenezueli, Ekwadorze, Brazylii i Peru. W Ekwadorze występuje w prowincjach Morona Santiago, Orellana, Pastaza i Sucumbíos.

## Ekologia i zachowanie
Oxyrhopus vanidicus zamieszkuje zróżnicowane ekosystemy od lasów deszczowych po otwarte przestrzenie, zarówno obszary pierwotne, jak i wtórne takie jak pastwiska czy plantacje. Prowadzi głównie nocny lub zmierzchowy (chociaż spotykany bywa także za dnia), naziemny lub półnadrzewny tryb życia. Spotykany jest na wysokościach od poziomu morza do ponad 1300 m n.p.m. Żeruje na gruncie lub na roślinności do około 3,1 m nad ziemią. Dieta tego gatunku obejmuje małe ssaki np. gryzonie, ptaki i ich jaja, jaszczurki m.in. Arthrosaura reticulata, Loxopholis parietalis i Iphisa brunopereira oraz żaby. Jest wężem niejadowitym. Jest gatunkiem jajorodnym, samica składa do 12 jaj.

## Status zagrożenia
W Czerwonej księdze gatunków zagrożonych IUCN Oxyrhopus vanidicus jest klasyfikowany jako gatunek najmniejszej troski (LC, ang. Least Concern). Liczebność populacji nie jest określona, ale gatunek ten jest opisywany jako względnie pospolity w Kolumbii. Trend liczebności populacji nie jest określony.